# Timo Weß
Timo Weß (Moers, 2 juli 1982) is een voormalig Duits hockeyer. 
Weß werd in zijn carrière tweemaal wereldkampioen, zowel in 2008 als in 2012 olympisch kampioen. Weß speelde jarenlang in het Duitse elftal samen met zijn broer Benjamin

## Erelijst
- 2002 –  Wereldkampioenschap in Kuala Lumpur
- 2002 –  Champions Trophy in Keulen
- 2003 –  Europees kampioenschap in Barcelona
- 2004 –  Olympische Spelen in Athene
- 2005 – 4e Champions Trophy in Chennai
- 2005 –  Europees kampioenschap in Leipzig
- 2006 –  Champions Trophy in Terrassa
- 2006 –  Wereldkampioenschap in Mönchengladbach
- 2007 – 4e Europees kampioenschap in Manchester
- 2007 –  Champions Trophy in Kuala Lumpur
- 2008 – 5e Champions Trophy in Rotterdam
- 2008 –  Olympische Spelen in Peking
- 2012 –  Olympische Spelen in Londen

Clemens Arnold · 
Christoph Bechmann · 
Sebastian Biederlack · 
Philipp Crone · 
Eike Duckwitz · 
Christoph Eimer · 
Björn Emmerling · 
Florian Kunz  · 
Björn Michel · 
Sascha Reinelt · 
Justus Scharowsky · 
Ulrich Moissl · 
Christian Schulte · 
Tibor Weißenborn · 
Timo Weß · 
Matthias Witthaus · 
Christopher Zeller · 
Coach: Bernhard Peters
Sebastian Biederlack · 
Moritz Fürste · 
Tobias Hauke · 
Florian Keller · 
Oliver Korn · 
Niklas Meinert · 
Jan-Marco Montag · 
Maximilian Müller · 
Carlos Nevado · 
Max Weinhold · 
Tibor Weißenborn · 
Benjamin Weß · 
Timo Weß  · 
Philip Witte · 
Matthias Witthaus · 
Christopher Zeller · 
Philipp Zeller · 
Coach: Markus Weise
Oskar Deecke · 
Florian Fuchs · 
Moritz Fürste · 
Martin Häner · 
Tobias Hauke · 
Oliver Korn · 
Maximilian Müller  · 
Jan-Philipp Rabente · 
Thilo Stralkowski · 
Max Weinhold · 
Christopher Wesley · 
Benjamin Weß · 
Timo Weß · 
Matthias Witthaus · 
Christopher Zeller · 
Philipp Zeller · 
Coach: Markus Weise